# Pandamangalam
Pandamangalam es una ciudad y nagar Panchayat situada en el distrito de Namakkal en el estado de Tamil Nadu (India). Su población es de 7259 habitantes (2011).

## Demografía
Según el censo de 2011 la población de Pandamangalam era de 7259 habitantes, de los cuales 3645 eran hombres y 3614 eran mujeres. Pandamangalam tiene una tasa media de alfabetización del 80,45%, superior a la media estatal del 80,09%: la alfabetización masculina es del 87,02%, y la alfabetización femenina del 73,88%.